# Publius Cornelius Scipio Asina
Publius Cornelius Scipio Asina (Kr. e. 3. század) római politikus, hadvezér, a patricius származású Cornelia gens tagja volt. Atyja, Cnaeus Asina, szintén elérte a consuli rangot.
Kr. e. 221-ben választották consullá, kollégája Marcus Minucius Rufus volt. A két főmagistratus az istrusok kalózkodó népe ellen vezetett megsemmisítő hadjáratot, amit a senatus triumphusszal honorált. Kr. e. 217-ben interrexszé választották a consulválasztó comitia levezénylésére. Kr. e. 211-ből származik utolsó említése, amikor is Hannibál fenyegető közeledése hatására javasolta a senatusban, hogy hívják vissza minden itáliai hadvezérüket Róma védelmére.
| Elődei: Marcus Claudius Marcellus és Cnaeus Cornelius Scipio Calvus | Consul Kr. e. 221 collega: Marcus Minucius Rufus | Utódai: Marcus Valerius Laevinus és Lucius Veturius Philo |

## Külső hivatkozások
- Dictionary of Greek and Roman Biography and Mythology. Szerk.: William Smith. Boston, C. Little & J. Brown, 1867.
Elérhető a Michigani Egyetem Könyvtárának honlapján: I. kötet (A–D); II. kötet (E–N); III. kötet (O–Z).